# San Basilio
San Basilio – miejscowość i gmina we Włoszech, w regionie Sardynia, w prowincji Sud Sardynia. Nazwa miejscowości pochodzi od imienia św. Bazylego.
Według danych na rok 2004 gminę zamieszkiwało 1416 osób, 32,2 os./km². Graniczy z Arixi, San Nicolò Gerrei, Sant'Andrea Frius, Senorbì, Silius, Sisini i Siurgus Donigala.